# Deutsche Asphalt

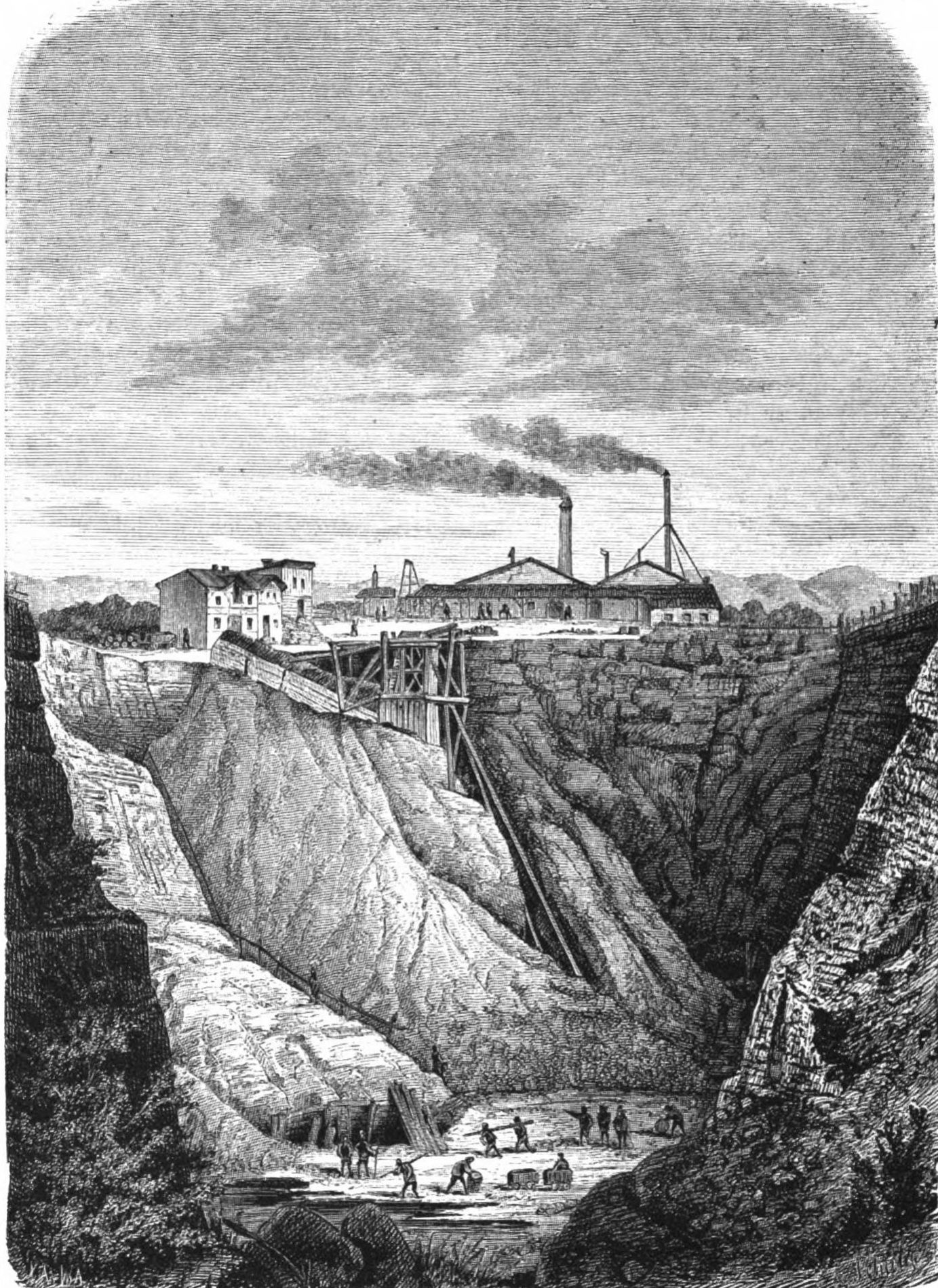
Tagebau der Deutschen Asphalt in den Ahlemer Asphalt-Gruben mit Verarbeitungsbetrieben und einem unterirdischen Eingang in Die Gartenlaube von 1882

Die Deutsche Asphalt (DASAG) war eine 1873 in Hannover gegründete Aktiengesellschaft zum industriellen Abbau von Asphalt und dessen Weiterverarbeitung. 1958 wurde der Firmensitz nach Eschershausen verlegt. Dort gehörte das Unternehmen seit 1980 zur Haniel Bau - Industrie GmbH und ging 1997 zur KANN-Gruppe über. Zuletzt stellte es Betonplatten her. Der Betrieb wurde 2017 aufgelöst.

## Beschreibung
Die DASAG wurde 1873 durch den Lindener Architekten Gottlieb Waßmann und den hannoverschen Kaufmann Louis Solling unter der Bezeichnung Deutsche Asphalt Aktien-Gesellschaft der Limmer-Vorwohler Grubenfelder gegründet. Eingebracht in das Unternehmen wurde ein Abbaugelände für asphalthaltiges Gestein in den Ahlemer Asphalt-Gruben bei Ahlem. Des Weiteren gehörten zur Ausstattung ein Naturasphaltlager im Hils zwischen Grünenplan und Holzen sowie ein Grundstück zum Bau einer Fabrik in Eschershausen, die 1873 den Betrieb aufnahm. Bei Ahlem wurde die Lagerstätte zunächst im Tagebau und später im Untertagebau ausgebeutet.
1884 meldete der DASAG-Direktor Emil Heuser ein Patent zur Herstellung von Stampfasphalt an, der sich als Straßenbelag besser eignete als Gussasphalt. Als erste Straße wurde der Engelbosteler Damm in Hannover 1886 mit Stampfasphalt belegt. In den Vereinigten Staaten wurde der Stampfasphalt als Deutscher Asphalt  geschätzt. Um 1900 hatte die DASAG gemeinsam mit der Hannoverschen Baugesellschaft und der The United Limmer-Vorwohle Rock Asphalte-Company (genannt: Englische Asphalt) eine marktbeherrschende Stellung in Deutschland, Großbritannien, Russland und Skandinavien inne. 

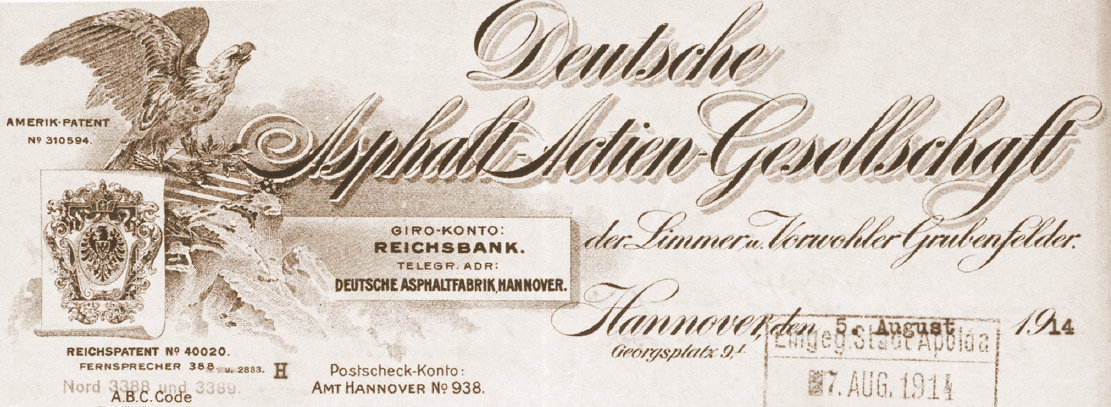
Briefkopf der Deutschen Asphalt mit Sitz in Hannover am Georgsplatz, 1914

Beim Ausbruch des Ersten Weltkrieges 1914 gab die DASAG den Abbau in Ahlem auf. Der Schwerpunkt ihrer Förderung und Weiterverarbeitung von Asphalt lag am Hils bei Vorwohle. In der Nachkriegszeit kam die DASAG an die Braunschweig GmbH, die später zur Niedersachsen GmbH wurde. Sie bündelte die Landesbeteiligung an Betrieben. In den Jahren 1945 und 1946 wurde der spätere niedersächsische Ministerpräsident Alfred Kubel erster Generaldirektor der DASAG. 1956 erwarb die DASAG die Deutsche Naturasphalt GmbH mit Sitz in Eschershausen, die seit 1903 Naturasphaltplatten abbaute. 1958 verlegte die DASAG ihren Sitz nach Eschershausen. Es gab zwei Werke in Eschershausen: Das Werk I befand sich südlich der Homburgstraße, der heutigen B 64, später wurde das Werk II ergänzt, das sich, unter anderem aufgrund der besseren Lage zum Eschershäuser Bahnhof an der Bahnstrecke Vorwohle-Emmerthal, am damals noch unbebauten Nordwestrand des Ortes zwischen den Straßen Gniesbreite und Bruchweg befand. 1963 wurden die Süddeutschen Asphalt-Werke in Amstetten übernommen. Dadurch verschwand der letzte Konkurrent im Bereich der Asphaltplatten-Herstellung, wodurch die DASAG eine vom Land Niedersachsen, dem sie zu 96 % gehörte, forcierte, umstrittene Monopolstellung am Markt einnahm. Das Unternehmen stellte auch Asphalt-Bodenplatten her, die vor allem als Fußboden-Belag in Werkhallen Verwendung fanden. Über eine Zugehörigkeit seit 1980 zur Haniel Bau - Industrie GmbH kam das Unternehmen als DASAG GmbH & Co. 1997 mit etwa 230 Mitarbeitern zur KANN-Gruppe. Es stellte zuletzt Betonplatten her. Die Produktion von Asphaltprodukten wurde, da die Naturasphaltvorkommen erschöpft waren, 2011 eingestellt. Ende 2016 lief die Produktion aus und die letzten 50 Mitarbeiter wurden entlassen. Zum 30. Juni 2017 wurde der Betrieb offiziell aufgelöst.